# Project Four Racing
Project Four Racing war ein britischer Motorsport-Rennstall, der von 1976 bis 1980 schwerpunktmäßig in der Formel-2-Europameisterschaft antrat. Gründer des Teams war Ron Dennis, dessen viertes Motorsportprojekt es war. Project Four erzielte in fünf Formel-2-Jahren vier Siege und galt zeitweise als eines der Spitzenteams der Europäischen Meisterschaft. Das Team fusionierte im Herbst 1980 mit dem Formel-1-Team McLaren. Der Name Project Four lebte bei McLaren bis 2016 weiter. Die dort regelmäßig für die Formel-1-Autos verwendete Bezeichnung MP4, an die sich eine fortlaufende Nummer anschloss, stand viele Jahre für Marlboro Project Four, später dann für McLaren Project Four.

## Hintergrund

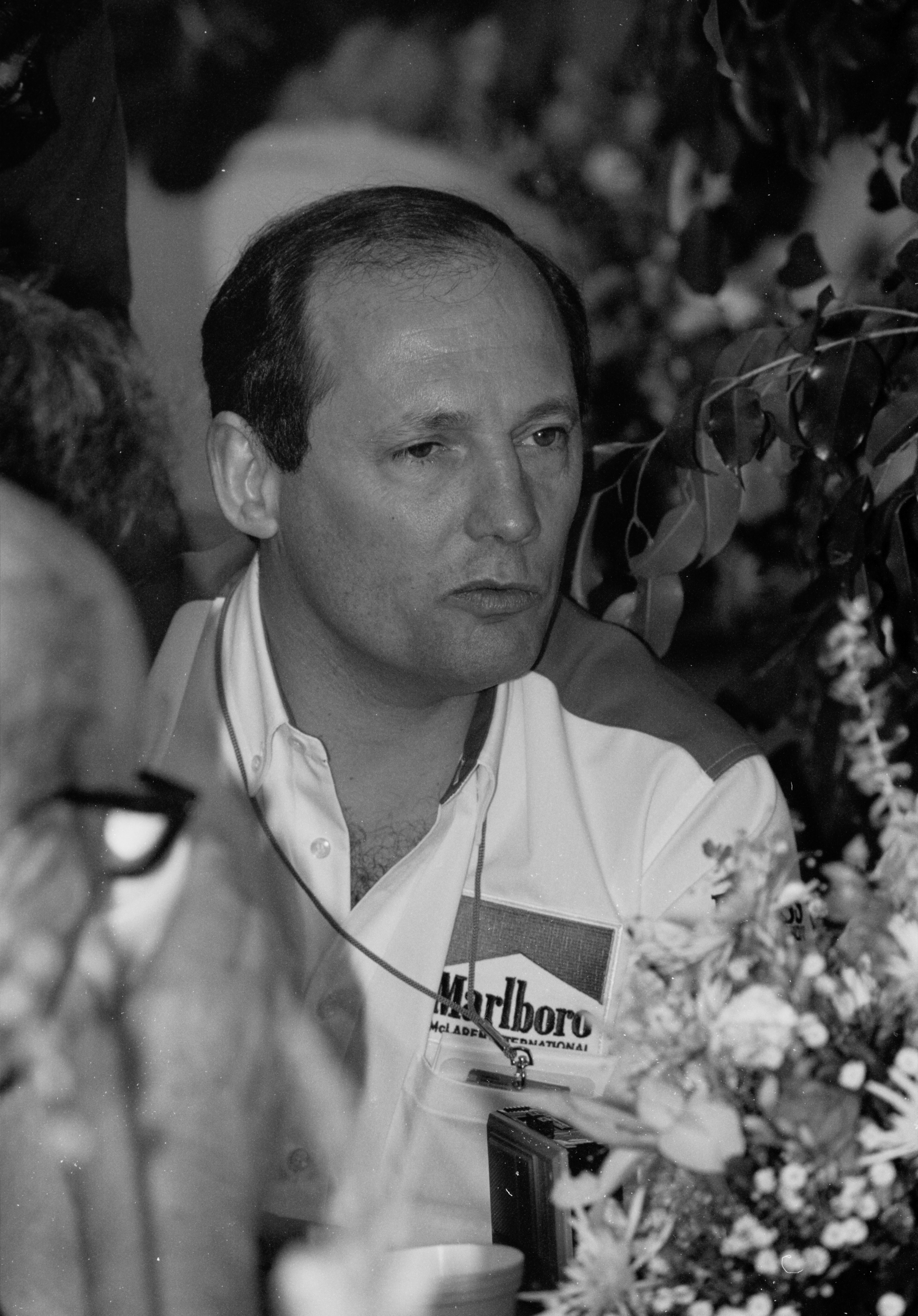
Teamgründer Ron Dennis

Ron Dennis war in den 1960er-Jahren als Mechaniker für Cooper und Brabham in der Formel 1 tätig gewesen. Von 1971 bis 1973 betrieb er zusammen mit Neil Trundle das Formel-2-Team Rondel Racing, das von Motul unterstützt wurde und für die Saison 1974 den Aufstieg in die Formel 1 plante. Das Unternehmen scheiterte, als sich Motul Ende 1973 nach dem Beginn der Ölkrise kurzfristig zurückzog. Im folgenden Jahr organisierte Dennis den Formel-2-Einsatz zweier ecuadorianischer Rennfahrer, die von Philip Morris bzw. der Marke Marlboro unterstützt wurden und unter dem Namen Ortega Ecuador Marlboro Team antraten. Mit den Einnahmen aus diesem sportlich erfolglosen, wirtschaftlich aber einträglichen Unternehmen gründete Dennis 1975 erneut einen eigenen Rennstall, den er Project Three Racing nannte. Das Team war in Dennis’ Heimatgemeinde Woking ansässig und verfügte über drei March-752-Rennwagen, die vornehmlich für italienische Piloten eingesetzt wurden. Auch dieses Projekt endete nach nur einem Jahr. 1976 setzte Dennis sein Motorsportengagement mit dem neu gegründeten Team Project Four fort, das sich im Gegensatz zu seinen Vorgängern etablieren konnte.
Im Herbst 1980 schloss sich Project Four mit dem seinerzeit von Teddy Mayer geleiteten Formel-1-Rennstall McLaren, der sich in einer schweren sportlichen Krise befand. Project Four wurde in der Formel 2 von Philip Morris International unterstützt und bereitete im Laufe des Jahres 1980 den Aufstieg in die Formel 1 vor. Wie es zu der Fusion kam, wird unterschiedlich dargestellt. Die Motorsportliteratur geht zumeist davon aus, dass Philip Morris den Zusammenschluss beider Teams forderte, da er einerseits die langjährige Verbindung mit McLaren fortsetzen wollte, andererseits aber kein Vertrauen mehr in die Teamführung Teddy Mayers hatte. Ron Dennis erklärte hingegen im Herbst 2012, Philip Morris habe die Formel-1-Ambitionen von Project Four nicht unterstützen wollen. Er habe das McLaren-Team notgedrungen aufkaufen müssen, um in den Genuss des Marlboro-Sponsorings zu gelangen. Durch die Fusion entstand das Unternehmen McLaren International. Der bisherige Formel-1-Rennstall wurde zu einem untergeordneten Tochterbetrieb. Das Zusammengehen von McLaren und Project Four wurde in Pressemitteilungen als Fusion gleichberechtigter Partner bezeichnet. Doch obwohl Ron Dennis und Teddy Mayer bis 1982 formal gemeinsam das Unternehmen leiteten, handelte es sich dabei nach der Ansicht vieler Beobachter um eine Übernahme McLarens durch Project Four.

## Project Four in der Formel-2-Europameisterschaft

### 1976
Die ersten Anläufe des Teams in der Formel-2-Europameisterschaft waren schwierig. Stammfahrer war Eddie Cheever; an seiner Seite fuhren im Laufe der Saison mehrere andere Piloten. Das Team erschien zunächst mit einem aktuellen March 762 und einem älteren March 752, die von einem Lancia-Motor angetrieben wurden. Sowohl Cheever als auch sein Partner Jochen Mass, der als erfahrener Pilot für das Debütrennen verpflichtet worden war, verpassten im ersten Rennen des Teams die Qualifikation. Ab dem zweiten Meisterschaftslauf wechselte Ron Dennis für seinen Stammfahrer zu Motoren von Hart, die eine Verbesserung brachten: Schon beim ersten Einsatz des March-752-Hart in Thruxton kam Cheever auf Platz vier ins Ziel. An diesen Zieleinlauf schlossen sich eine Disqualifikation in Vallelunga und vier aufeinander folgende Ausfälle an. Beim Gran Premio del Mediterraneo 1976 auf Sizilien kam Cheever dann erstmals auf einer Podiumsposition ins Ziel: Er wurde mit dem March 762-Hart Dritter hinter René Arnoux und Alex-Dias Ribeiro. Nachdem er schließlich in Estoril Fünfter geworden war, schloss Cheever die Saison 1976 mit neun Punkten als Neunter ab. Zu den anderen Fahrern, die vereinzelt neben Cheever fuhren, gehörten Vittorio Brambilla, der bereits für das Vorgängerteam Project Three an den Start gegangen war, Gilles Villeneuve, der in Pau das einzige Formel-2-Rennen seiner Karriere fuhr, Mikko Kozarowitzky und Luciano Pavesi. Keiner von ihnen erzielte einen Meisterschaftspunkt.

### 1977
Für die Saison 1977 wechselte Project Four dauerhaft zu Chassis von Ralt, die bereits in der Debütsaison bei den letzten beiden Rennen des Jahres versuchsweise eingesetzt worden waren. Bereits in den letzten zwei Rennen des Vorjahres hatte Cheever einen RT1 gefahren; 1977 brachte Ron Dennis regelmäßig zwei Wagen an den Start. Sie wurden nun von BMW-Vierzylindernangetrieben, die als die leistungsstärksten Formel-2-Motoren galten. Die Fahrerpaarung bestand aus Eddie Cheever und Ingo Hoffmann; beide wurden zu allen Meisterschaftsläufen gemeldet. Cheever fuhr in Rouen-les-Essarts den ersten Sieg für Project Four heraus; er belegte hier auch die Pole-Position, während Hoffmann die schnellste Runde fuhr. Daneben erzielte Cheever drei zweite und zwei dritte Plätze. Am Jahresende war er mit 40 Punkten Vizemeister hinter René Arnoux. Hoffmann kam im Sommer, beginnend mit dem Grand Prix de Nogaro, dreimal in Folge als Dritter ins Ziel und belegte in der Fahrerwertung mit 18 Punkten schließlich Rang sieben. Neben Cheever und Hoffmann fuhren Hans-Joachim Stuck und Clay Regazzoni je einmal ein drittes Auto für Project Four; beide beendeten ihre Rennen nicht.

### 1978
1978 war March der dominierende Chassishersteller der Formel 2. Das Unternehmen betrieb außerdem ein Quasi-Werksteam. Project Four setzte 1978 zwei neue Chassis vom Typ March 782 für Eddie Cheever und Ingo Hoffmann ein; weitere Fahrer gab es im Laufe der Saison nicht. Weder Cheever noch Hoffmann konnten sich gegen die March-Werksfahrer Bruno Giacomelli und Marc Surer durchsetzen. Cheever erzielte zwar zwei zweite Plätze und einen dritten Rang, ein Sieg ergab sich aber nicht. Hoffmanns beste Ergebnisse waren mehrere vierte Plätze. Im Ergebnis war Project Four das erfolgreichste Kundenteam hinter den Werksteams von March und Chevron. In der Fahrerwertung fiel Cheever aber auf den vierten Rang zurück. Er wechselte für die kommende Saison zur Turiner Osella Squadra Corse.

### 1979
In der 1979 wurde Project Four zum bevorzugten March-Kundenteam; Project Four galt als das einzige Kundenteam, das den „missglückten“ March 792 beherrschte. Stammfahrer waren Stephen South und Derek Daly. Letzterer fuhr allerdings parallel für Ensign und später für Tyrrell einige Formel-1-Rennen, sodass er bei Terminskollisionen durch Keke Rosberg bzw. Andrea de Cesaris ersetzt wurde. Daly, Rosberg und South gewannen jeweils einen Meisterschaftslauf. Daly wurde hinter Marc Surer im Werks-March und Brian Henton im werksunterstützten Ralt des Toleman-Teams Dritter der Fahrerwertung.

### 1980
Die fünfte Formel-2-Saison sollte zugleich die letzte von Project Four werden. Ab Sommer 1980 war das Team mit den Planungen für den Aufstieg in die Formel 1 beschäftigt. Im Auftrag von Ron Dennis entwickelte der Ingenieur John Barnard ein Carbonmonocoque, das später unter der Bezeichnung McLaren MP4 in der Formel 1 erscheinen sollte. In der Formel-2-Saison 1980 setzte Project Four zwei March 802-Chassis mit BMW-Motor ein. Als Spitzenfahrer meldete das Team Andrea de Cesaris, neben ihm fuhr Chico Serra. De Cesaris gewann seinen letzten Formel-2-Lauf für das Team und wurde zweimal Zweiter und einmal Dritter. Mit 28 Punkten belegte er Rang fünf der Fahrerwertung. Serra wurde dreimal Vierter und einmal Achter; in den übrigen Rennen fiel er aus.

## Procar-Serie
1979 und 1980 beteiligte sich Project Four auch an der von BMW organisierten Procar-Serie. Das Unternehmen baute die Autos aus von BMW zugelieferten Komponenten selbst auf. Im ersten Jahr fuhr, beginnend mit dem zweiten Saisonrennen, der Formel-1-Weltmeister Niki Lauda für Project Four. Lauda gewann drei Läufe und wurde am Jahresende Meister mit fünf Punkten Vorsprung auf den zweitplatzierten Hans-Joachim Stuck. 1980 fuhr dann Stuck für Project Four. Er gewann zwei Läufe und belegte am Jahresende Rang drei der Fahrerwertung hinter den beiden Werksfahrern Nelson Piquet und Alan Jones.